# کالی پوجا
کالی پوجا جشنواره‌ای از شبه‌قاره هند است که به الهه کالی اختصاص دارد. این جشنواره به‌ویژه در منطقه بنگال غربی و مکان‌های دیگری مانند میتهیلا، جارکند، اودیشا، آسام و تریپورا، شهر تیتوالا در مهاراشترا، و همچنین در کشور بنگلادش محبوب است.

## تاریخچه
جشنواره کالی پوجا یک جشنواره باستانی نیست. کالی پوجا عملاً تا قبل از قرن شانزدهم ناشناخته بود. حکیم معروف کریشنااندا آگاماواگیشا اولین بار کالی پوجا را آغاز کرد. در بنگال در قرن هجدهم، پادشاه (راجا) کریشناچاندرا از بخش نادیا نیز این جشنواره را به‌طور گسترده گسترش داد.
کالی پوجا در قرن نوزدهم شاهد افزایش محبوبیت بود این دوره تغییر قابل توجهی را نشان داد، زیرا زمین‌داران ثروتمند به‌طور گسترده از جشنواره حمایت مالی کردند که منجر به جشن‌های بزرگتر و مفصل‌تر شد.
همراه با دورگا پوجا، کالی پوجا بزرگ‌ترین جشنواره در مناطقی نظیر تاملوک، باراسات، باراکپور، نیاتی، سوناموکی (بانکورا)، دهوپگوری، دینهاتا، تاپشیتالا و باگلپور ایالت بیهار است.

## مناسک
در طول کالی پوجا (مانند دورگا پوجا)، عبادت‌کنندگان الهه کالی را در خانه‌های خود به شکل مجسمه‌های سفالی و پاندال‌ها (زیارتگاه‌های موقت یا غرفه‌های باز) گرامی می‌دارند.
الهه کالی در شب کالی‌پوجا با آداب و مانتراهای تنتره پرستش می‌شود. برای او گل‌های ختمی قرمز، شیرینی، برنج و عدس قرار داده می‌شود. مستحب است که نمازگزار تمام شب را تا طلوع فجر مراقبه کند. در خانه‌ها و پاندال‌ها همچنین ممکن است مناسک سنت برهمنی (ودایی، به سبک اصلی هندو) را انجام دهند که در این سنت هیچ حیوانی در این جشن قربانی نمی‌شود.
با این حال، در سنت تانتریک، حیوانات به صورت آیینی در روز کالی پوجا قربانی می‌شوند و به الهه تقدیم می‌شوند. جشن کالی پوجا در کلکته در یک محوطه مرده‌سوزی بزرگ برگزار می‌شود (پنداشته می‌شود که الهه کالی در محوطه‌های مرده‌سوزی زندگی می‌کند).
کالی پوجا همچنین شامل نمایش‌های جادویی، تئاتر و آتش‌بازی است. رسم‌های جدید نوشیندن شراب را نیز شامل می‌شود.